# Euronews
Euronews er en paneuropæisk TV-sender med hovedsæde i Lyon. Tv-stationen har siden 1. januar 1993 hovedsagelig sendt nyheder.

## Modtagelse
Tv-stationen udsender sine programmer samtidig på engelsk, fransk, tysk, italiensk, portugisisk, spansk og siden 2001 også på russisk. Efter eget udsagn kan tv-kanalen modtages af 155 millioner husstande i 102 lande. Desuden sendes der i et begrænset tidsrum på den rumænske TVR kanal. Tv-stationen udsender sit program gennem antennenet, kabel-tv, satellitter og internet via livestream. Desuden udsender 25 tv-sendere i 17 lande kanalen direkte over deres landbaserede antennenet.

## Deltagelse
I Euronews deltager følgende tv-stationer, som alle er medlemmer af den europæiske tv-senderunion EBU:
- ČT (Tjekkiet)
- CYBC (Cypern)
- ENTV (Algeriet)
- ERT (Grækenland)
- ERTT (Tunesien)
- ERTV (Ægypten)
- France Télévisions (Frankrig)
- NTU (Ukraine)
- PBS (Malta)
- RAI (Italien)
- RTÉ (Irland)
- RTBF (Belgien)
- RTP (Portugal)
- RTR (Rusland)
- RTV SLO (Slovenien)
- RTVE (Spanien)
- SRG-SSR (Schweiz)
- TMC Monte Carlo (Monaco)
- TV4 (Sverige)
- TVR (Rumænien)
- Yle (Finland)

## Neutralitet i kritik
Tv-stationen forholder sig neutralt mht. politiske, religiøse og nationale emner. Der er derfor ingen personlige meninger fra kommentatorer og ingen synlige nyhedsværter. Et regelmæssigt programpunkt med titlen "No Comment" (Ingen kommentarer) er udsendelse af tv-optagelser uden tilhørende kommentarer.
En kontrakt mellem den europæiske kommission og Euronews sikrer udsendelse af EU-relevant information i medlemslande og kandidatlande og i yderligere nogle tredjeparts lande. Til gengæld modtager Euronews årligt 5 millioner euro fra Den Europæiske Union. Af denne grund kan TV-stationen ikke betragtes som neutral formidler mht. EU-emner, men et vist positivt bias for EU kan forventes.

## Weblinks
- Hjemmeside for tv-stationen med nyheder på 7 sprog Arkiveret 23. marts 2016 hos  Wayback Machine